# Iridopsis clivinaria
Iridopsis clivinaria là một loài bướm đêm trong họ Geometridae.